# العلاقات الأوزبكستانية البوليفية
العلاقات الأوزبكستانية البوليفية هي العلاقات الثنائية التي تجمع بين أوزبكستان وبوليفيا.

## مقارنة بين البلدين
هذه مقارنة عامة ومرجعية للدولتين:
| وجه المقارنة                                              | أوزبكستان       | بوليفيا                                          |
| --------------------------------------------------------- | --------------- | ------------------------------------------------ |
| المساحة (كم2)                                             | 448.98 ألف      | 1.10 مليون                                       |
| عدد السكان (نسمة)                                         | 32.39 مليون     | 11.05 مليون                                      |
| الكثافة السكانية (ن./كم²)                                 | 72.14           | 10.05                                            |
| العاصمة                                                   | طشقند           | سوكري، لاباز                                     |
| اللغة الرسمية                                             | اللغة الأوزبكية | اللغة الإسبانية، اللغة الأيمرية، كتشوا، غوارانية |
| العملة                                                    | سوم أوزبكستاني  | بوليفاريو بوليفي                                 |
| الناتج المحلي الإجمالي (بليون دولار)                      | 48.72 مليار     | 37.51 مليار                                      |
| الناتج المحلي الإجمالي (تعادل القوة الشرائية) بليون دولار | 190.50 مليار    | 74.58 مليار                                      |
| الناتج المحلي الإجمالي الاسمي للفرد دولار أمريكي          | 2.13 ألف        | 3.08 ألف                                         |
| الناتج المحلي الإجمالي للفرد دولار أمريكي                 | 5.57 ألف        | 6.63 ألف                                         |
| مؤشر التنمية البشرية                                      | 0.675           | 0.662                                            |
| رمز المكالمات الدولي                                      | +998            | +591                                             |
| رمز الإنترنت                                              | .uz             | .bo                                              |
| المنطقة الزمنية                                           | ت ع م+05:00     | 00                                               |

## منظمات دولية مشتركة
يشترك البلدان في عضوية مجموعة من المنظمات الدولية، منها:
| علم المنظمة | اسم المنظمة                        | تاريخ انضمام أوزبكستان | تاريخ انضمام بوليفيا |
| ----------- | ---------------------------------- | ---------------------- | -------------------- |
|             | الاتحاد البريدي العالمي            | ?                      | ?                    |
|             | مؤسسة التنمية الدولية              | 24 سبتمبر 1992         | 21 يونيو 1961        |
|             | منظمة حظر الأسلحة الكيميائية       | ?                      | ?                    |
|             | الأمم المتحدة                      | 2 مارس 1992            | 14 نوفمبر 1945       |
|             | وكالة ضمان الاستثمار متعدد الأطراف | 4 نوفمبر 1993          | 3 أكتوبر 1991        |
|             | منظمة الشرطة الجنائية الدولية      | ?                      | ?                    |
|             | مؤسسة التمويل الدولية              | 30 سبتمبر 1993         | 20 يوليو 1956        |
|             | الاتحاد الدولي للاتصالات           | 10 يوليو 1992          | 1 يونيو 1907         |
|             | البنك الدولي للإنشاء والتعمير      | 21 سبتمبر 1992         | 27 ديسمبر 1945       |
|             | يونسكو                             | 26 أكتوبر 1993         | 13 نوفمبر 1946       |

## وصلات خارجية
- موقع وزارة الخارجية الأوزبكستانية
- موقع وزارة الخارجية البوليفية